# Interdisciplinary Prizes (RSC)
Os Interdisciplinary Prizes da Royal Society of Chemistry reconhecem trabalhos na interface entre a química e outras disciplinas. Até três prêmios são concedidos anualmente: Cada ganhador recebe £ 5.000 e uma medalha, e completa um circuito de palestra no Reino Unido.

## Recipientes
Fonte:
| 1986 | Allen Hill, Michael Jarman                          |
| 1987 | Laurance D. Hall, J E Harris                        |
| 1988 | Brian J. Briscoe                                    |
| 1989 | Laurie J. King                                      |
| 1990 | John A. Pyle                                        |
| 1991 | Richard Friend, Malcolm Stevens                     |
| 1992 | Martin R. Bryce, Dennis Chapman                     |
| 1993 | J. John Holbrook                                    |
| 1994 | James Rankin Maxwell                                |
| 1995 | David Parker                                        |
| 1996 | P Gregory                                           |
| 1997 | Peter J. Sarre, R Duncan                            |
| 1998 | Richard Catlow, C T Evans                           |
| 1999 | Chris Dobson, Stephen Mann, Christopher Viney       |
| 2000 | Martyn Poliakoff, Andrew J. Thomson                 |
| 2001 | Stephen K. Chapman, James Feast                     |
| 2002 | Peter Bruce, Stephen Neidle                         |
| 2003 | Richard Peter Evershed, Douglas W. Young            |
| 2004 | Douglas Kell, David Leigh                           |
| 2005 | Fraser Armstrong, Steven M. Howdle, R. White        |
| 2006 | John Goodby, David Malcolm James Lilley             |
| 2007 | David Klenerman, Jeremy Nicholson                   |
| 2008 | no award                                            |
| 2009 | Tom Brown, Bonnie Ann Wallace                       |
| 2010 | Alexei Kornyshev, Barry Potter                      |
| 2011 | Carol V. Robinson                                   |
| 2012 | Hagan Bayley                                        |
| 2013 | James Barber, Jane Clarke                           |
| 2014 | Steven Armes, Sabine L. Flitsch, Richard D. Pancost |
| 2015 | Elaine Holmes, Sarah L. Price, Anthony Watts        |
| 2016 | Jörg Feldmann, Peter Hore, Dek Woolfson             |
| 2017 | Gregory L. Challis, Melinda Duer, Fiona Meldrum     |
| 2018 | Leroy Cronin, Judy Hirst, Barrie Wilkinson          |